# Гореня Вас (Іванчна Гориця)
Гореня Вас (словен. Gorenja vas) — поселення в общині Іванчна Гориця, Осреднєсловенський регіон, Словенія. Висота над рівнем моря: 318,9 м.